# Arquidiócesis de Upsala (antigua)
La arquidiócesis de Upsala (en latín: Archidioecesis Upsalensis y en sueco: Uppsala ärkestift) fue una circunscripción eclesiástica de la Iglesia católica en Suecia. Fue convertida en parte de la Iglesia independiente de Suecia (desde 20 de marzo de 1593 completamente luterana) el 18 de junio de 1527 por decisión del rey de Suecia y suprimida de hecho como diócesis católica al morir su último obispo católico el 1 de agosto de 1557. Se trataba de una arquidiócesis latina, sede metropolitana de la provincia eclesiástica de Upsala y primada de Suecia.

## Territorio y organización

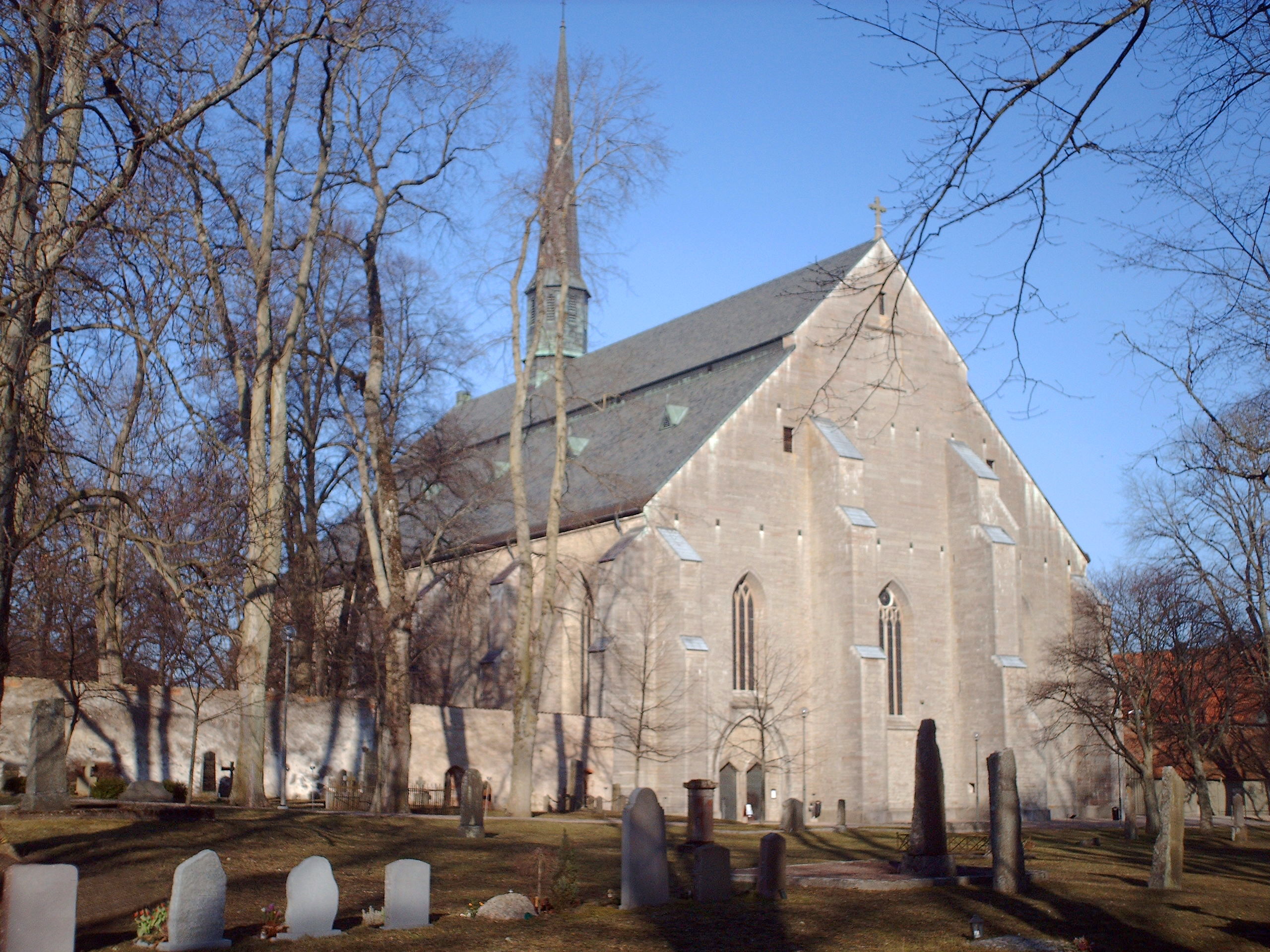
Iglesia de la abadía de Vadstena, fundada por santa Brígida en 1346

La arquidiócesis extendía su jurisdicción sobre los fieles católicos de rito latino residentes en lo que actualmente es la provincia de Upsala y de partes de las provincias de Estocolmo y Vestmania. Teóricamente comprendía toda la Norlandia. Estos territorios antiguamente eran de las tres tribus antiguas de Attundaland, Fjärdhundraland y Tiundaland, así como Gästrikland (que a veces se incluye en Tiundaland), Hälsingland (que consistía en los territorios de Medelpad y Ångermanland, con todas las tierras habitadas al norte) y Jämtland. Härjedalen pertenecía a la arquidiócesis de Nidaros. También se incluyó Finlandia antes de que a mediados del siglo XII tuviera su propia diócesis y las islas Åland, que se incluyeron en Finlandia a principios del siglo XIV. Su territorio sueco desde el 29 de junio de 1953 está incluido en la diócesis de Estocolmo.
La sede de la arquidiócesis se encontraba en la ciudad de Upsala, en donde se halla la Catedral de San Lorenzo, hoy perteneciente a la arquidiócesis de Upsala de la Iglesia de Suecia. La catedral estaba dedicada a los santos Lorenzo, Olaf y Erik. Este último fue rey de Suecia de 1156 a 1160 y ha sido venerado como un santo en Suecia, aunque nunca fue oficialmente canonizado por un papa, pero su culto sí fue tolerado. En 1167 sus restos fueron guardados como reliquias en la catedral de Gamla Uppsala y en 1273 trasladados a la nueva catedral de Upsala, en donde aún permanecen.
La arquidiócesis tenía como sufragáneas a las diócesis de Linköping, Skara, Strängnäs, Västerås, Växjö y Åbo.

## Historia

### Cristianización de Suecia y diócesis de Sigtuna
Aunque comerciantes y esclavos cristianos llegaron antes, la primera congregación de la Iglesia católica fue establecida en Suecia por el apóstol del Norte Ascario de Amiens (Ansgar u Óscar) en Birka (en el territorio de la arquidiócesis de Upsala) en 829, enviado por el emperador Ludovico Pío a ayudar al rey Harald Klak a cristianizar Dinamarca y al rey Björn på Håga a convertir al cristianismo a Suecia. Cuando Ascario llegó a Suecia los suecos todavía eran paganos y el país contenía muchas arboledas de sacrificio y templos para el culto de los ídolos paganos germánicos. Uno de los más famosos de estos últimos fue el templo de Upsala en lo que ahora se llama Gamla Uppsala (en sueco significa la "vieja Upsala"), el centro del culto idólatra no solo para Suecia sino para toda Escandinavia. Incluso después de que el cristianismo se había extendido por Suecia, los sacrificios paganos aún se mantenían en Gamla Uppsala. La Crónica de los obispos, escrita por Adán de Bremen en los años 1072-1076, dice:

Los suecos tienen un conocido templo pagano llamado Upsala, y Cada noveno año, además, se celebra una gran fiesta en Upsala, que se observa en común en todas las provincias de Suecia. A nadie se le permite evitar participar en la fiesta (...) Más horrible que cualquier castigo es que incluso aquellos que se han convertido en cristianos deben comprar la exención de participar en la fiesta (...) Los sacrificios se hacen así: Se ofrecen nueve cabezas por cada criatura viviente del sexo masculino. Por la sangre de estos los dioses se apaciguan. Los cuerpos están colgados en una arboleda no lejos del templo. Se pueden ver perros y caballos colgados cerca de seres humanos; un cristiano me dijo que había visto setenta y dos cuerpos colgando juntos.

Circa 1008 fue bautizado el rey Olaf Skötkonung, primer rey sueco cristiano. El primer obispo mencionado en Suecia fue el obispo Thurgot de Skara, que murió alrededor de 1030. Adán de Bremen informa que el arzobispo Adalberto de Bremen (1043-1072) ordenó a seis obispos para la misión sueca, uno de los cuales posiblemente fue enviado al área de Gamla Uppsala, pero ninguna diócesis estuvo relacionada con él. En un documento papal de 1120, Skara, Liunga Kaupinga (Linköping), Tuna (Eskilstuna), Strängnäs, Sigtuna y Arosa (Västerås o posiblemente Östra Aros) se mencionan como obispados, todos creados con parte del territorio misional de la arquidiócesis de Hamburgo-Bremen.
La diócesis de Sigtuna que había sido erigida circa 1060/1066 cuando la ciudad de Sigtuna fue por un cierto período centro del poder real tuvo como uno de sus obispos a san Enrique, que participó en la cruzada a Finlandia encabezada por el rey san Erik IX de Suecia y sufrió el martirio allí en 1157. Los obispos de Suecia fueron primero sufragáneos de la arquidiócesis de Hamburgo-Bremen, de la cual san Ascario era arzobispo cuando murió. 
En 1104 Sigtuna entró a formar parte de la provincia eclesiástica de la arquidiócesis de Lund, entonces primada de Escandinavia.

### Arquidiócesis de Upsala
Circa 1140 el obispo de Sigtuna se trasladó a Gamla Uppsala.
La catedral de Gamla Uppsala (actualmente una parroquia luterana) se cree que pudo haber sido erigida como iglesia circa 1076 sobre un templo nórdico pagano, nombrado por Adán de Bremen como templo de Upsala.  

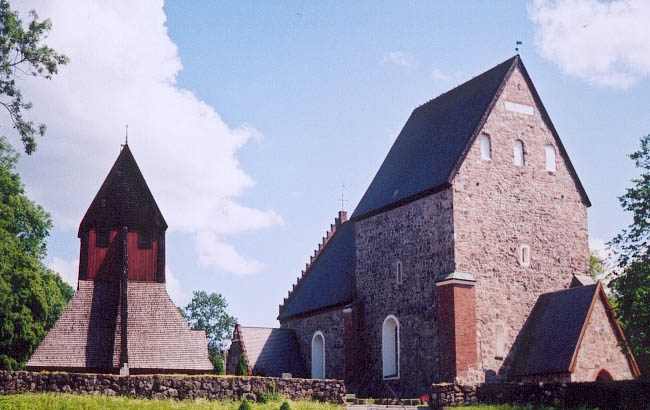
Antigua catedral de Gamla Uppsala, vista desde el oeste, con el campanario a la derecha

En 1152 el cardenal Nicholas Breakspear, futuro papa Adriano IV, visitó Suecia y celebró un sínodo provincial en Linköping, que puso las bases para la independencia eclesiástica de la Iglesia sueca. Se le había encargado que estableciera una provincia eclesiástica independiente en Suecia y otra en Noruega, pero el asunto fue aplazado, ya que los suecos no pudieron ponerse de acuerdo sobre la sede del arzobispo, mientras que los noruegos tuvieron su arzobispado en Nidaros en 1153. Durante el conflicto entre el papa Alejandro III y el emperador germánico, el papa debió exiliarse, mientras que el rey de Dinamarca apoyó a su adversario el antipapa Víctor IV. En esas circunstancias Alejandro III en 1164 elevó la sede de Upsala a sede metropolitana, separándola de la arquidiócesis de Lund. El arzobispo Eskil de Lund, que tenía el título de Primas Sueciae, como legado papal fue el encargado de ordenar al arzobispo de Upsala y de entregarle el palio, lo mismo que sus sucesores. Las diócesis sufragáneas de Upsala fueron inicialmente las de Skara, Linköping, Strängnäs, Västerås y Växjö, y a mediados del siglo XII se agregó la diócesis de Finlandia. A medida que avanzó la conquista sueca de Finlandia, la diócesis inicialmente ubicada en Nausis pasó a Räntämäki circa 1250 y a Åbo circa 1300.
Upsala, que en la época era una aldea, estaba ubicada a dos millas al norte de la ciudad actual, en lo que ahora se conoce como Gamla Uppsala. El primer arzobispo de Upsala fue Stephen, un monje cisterciense de la abadía de Alvastra. El cardenal Guillermo de Módena llegó como legado papal a Suecia durante el arzobispado de Jarler, un fraile dominico (1235-1255). El legado había recibido el encargo, entre otras cosas, de establecer cabildos catedralicios donde faltaran de concederles el derecho exclusivo de elegir a los obispos. Fue así creado el cabildo de Upsala y la diócesis se dividió en rectorados, inicialmente uno para cada país tribal sueco antiguo y algunos fueron asignados a los canónigos en Upsala. Otro asunto importante que se le había ordenado realizar al legado era la aplicación de la ley del celibato clerical. En un sínodo provincial celebrado en Skänninge en 1248, bajo la presidencia del cardenal, se hicieron más severas las reglas sobre el celibato. El piadoso y enérgico arzobispo Jarler y su sucesor Laurentius (1257-1267), un franciscano, se esforzaron constantemente por elevar al clero y hacer cumplir la ley del celibato. Un siglo después, santa Brígida (m. 1373), trabajó con celo por la aplicación de la misma ley. 
Surgió una nueva era en la historia de la arquidiócesis cuando el arzobispo Folke (1274-1277) transfirió en 1273 la sede desde Gamla Uppsala a la ciudad mercantil de Östra Aros, una ciudad cercana sobre el río Fyris que desde entonces recibió el nombre de Upsala. Este cambio fue aprobado por el papa, el rey y los obispos. Las reliquias del santo nacional y patrono de la arquidiócesis, el rey Erik el Santo, también fueron trasladadas a la nueva sede. 
Alrededor de 1287 fue iniciada la construcción de la catedral por el arquitecto francés Etienne de Bonnuille, siendo inaugurada en 1425. Es la iglesia más importante de Suecia y la más grande de Escandinavia. El arzobispo Nils Allesson ordenó en 1298 que cada distrito (härad) tuviera un preboste en vez de un rector, existiendo 25 prebostes en la diócesis. Sin embargo, no había ninguna división de distrito en Norrland, en donde es dudosa la influencia del obispo de Upsala y se supone más vinculada a Nidaros. La situación llevó a un conflicto entre las arquidiócesis de Nidaros y de Upsala por los impuestos pagados por el territorio de Norrland, ya que Nidaros lo consideraba su territorio, que el papa Benedicto XII intentó solucionar en 1336 cuando dispuso que se pagasen a Nidaros, pero el rey de Noruega y Suecia ordenó que lo hicieran a Upsala en 1339.
En 1315 el arzobispo de Upsala Olov Björnsson fue el último ordenado en Lund, aunque el arzobispo de Lund retuvo el título de Primas Sueciae hasta la Reforma protestante, ya no tenía ningún significado. El arzobispo Jöns Bengtsson obtuvo en 1457 el permiso para usar el título de Primas Sueciae como arzobispo de Upsala.

### Reforma protestante y supresión de la arquidiócesis
El 17 de junio de 1523 Gustavo I de Suecia (Gustavo Vasa) entró en Estocolmo finalizando la guerra de liberación sueca que disolvió la Unión de Kalmar y el Reino de Suecia se independizó del dominio danés.
El primado de Suecia y arzobispo de Upsala Gustav Trolle, partidario de los daneses, debió exiliarse. Gustavo designó a Johannes Magnus para el cargo, pero cuando iba a partir a Roma para obtener la confirmación papal y la consagración, se recibió una bula del papa Clemente VII que confirmaba a Trolle como arzobispo de Upsala. El exiliado Trolle no fue reintegrado en el cargo, que fue asumido por Magnus por disposición real. El 6 de mayo de 1524 el papa aprobó provisionalmente el nombramiento en espera de una investigación sobre el caso de Trolle. 
En 1526 Johannes Magnus viajó en misión diplomática a Rusia. En 1531 el rey depuso al exiliado Johannes Magnus (último arzobispo de Upsala residente en Suecia que estuvo en comunión con la Santa Sede) y nombró al luterano Laurentius Petri como arzobispo de Upsala sin requerir la aprobación papal, quien fue consagrado el 22 de septiembre de 1531. Magnus, en cambio, fue consagrado en Roma como arzobispo de Upsala el 27 de julio de 1533, aunque nunca regresó a Suecia y murió el 22 de marzo de 1544. 
Entre el 16 y el 18 de junio de 1527 se celebró en Västerås el parlamento o Riksdag por el cual el rey y los nobles recibieron el poder de confiscar las propiedades de la Iglesia católica. Gustavo I privó a la Iglesia de su poder, se apoderó de sus bienes, cortó sus vínculos con la Iglesia de Roma y se proclamó su jefe. Desde entonces hubo una Iglesia sueca independiente reformista nacionalizada que comenzó el proceso de introducción del luteranismo. Las ideas luteranas fueron introducidas en Suecia por Olaus Petri (hermano de Laurentius), quien viajó a Suecia desde Wittenberg en 1518. 
En 1536 fue abolida la ley canónica, con lo cual la Iglesia de Suecia definitivamente rompió sus lazos con el obispo de Roma. Tras la muerte de Johannes Magnus, el papa Paulo III nombró a su hermano Olaus Magnus como arzobispo de Upsala el 4 de junio de 1544, pero se mantuvo exiliado, aunque participó con ese cargo en el Concilio de Trento y murió el 1 de agosto de 1557 quedando de hecho suprimida la arquidiócesis católica sin que se estableciera con ella una diócesis titular.
En 1582 los católicos remanentes en Suecia y en otras partes del norte de Europa fueron puestos por la Santa Sede bajo la jurisdicción teórica del nuncio apostólico en Colonia. En el sínodo de Upsala el 25 de febrero de 1593 la Confesión de Augsburgo fue adoptada como la doctrina del Reino de Suecia y desde 1617 fue la única religión permitida en el país, por lo que la Iglesia católica solo pudo subsistir en algunas embajadas. Los sacerdotes católicos se vieron obligados a convertirse o abandonar el país. Con la derrota del rey católico Segismundo III Vasa en la llamada guerra contra Segismundo en 1599, finalizó toda traza de catolicismo en Suecia.

## Episcopologio
- Adalward †
- Tudicus † (1068-?)

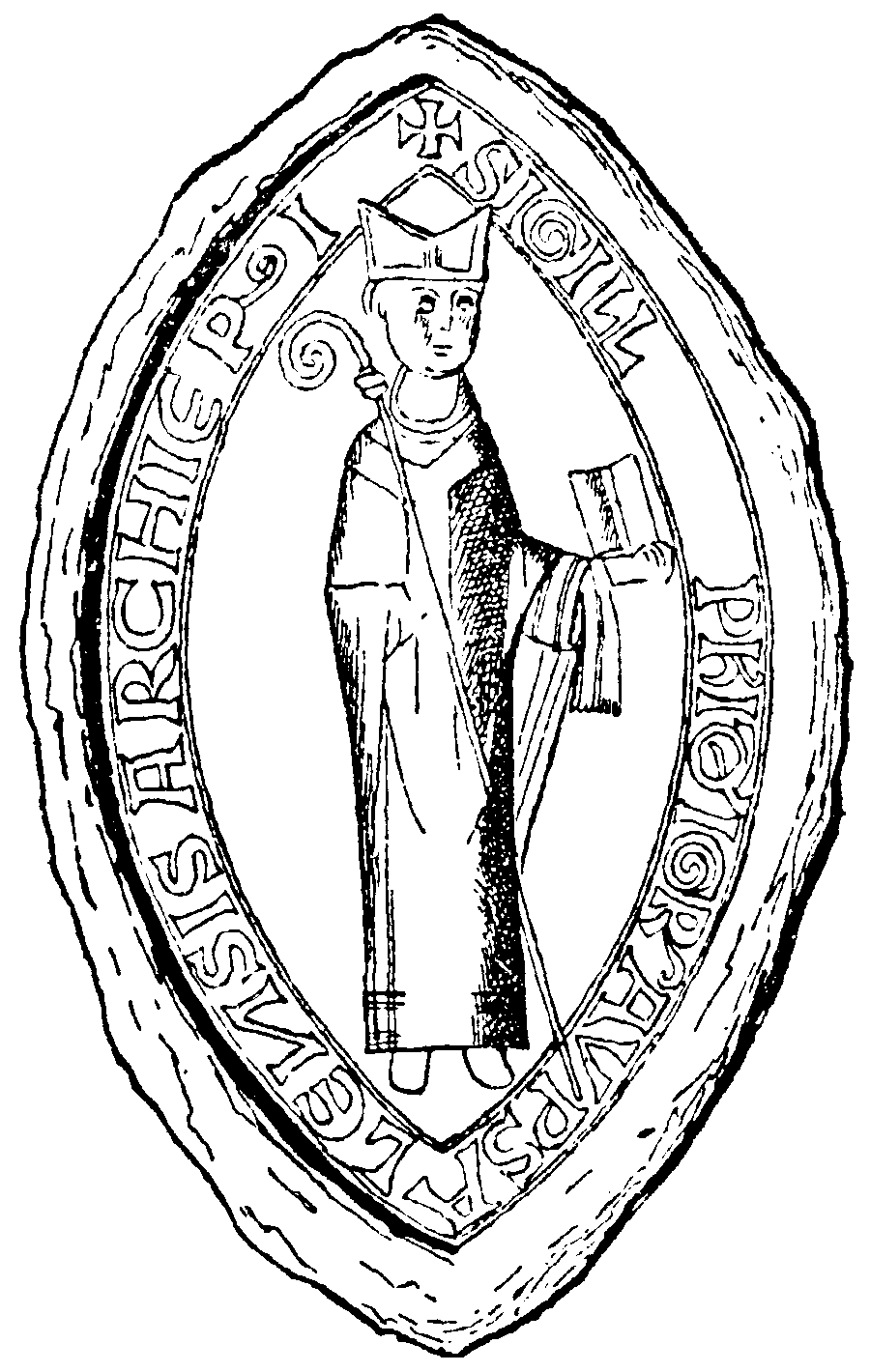
Sello de Stefan, primer arzobispo de Upsala (1162-1185)

- Niels Ulphonis † (?-1129 falleció)
- Sven Kollson † (1130-1140 falleció)
- Sivardus † (1141-?)
- San Henrik † (1152-19 de enero de 1157 falleció)
- Kopmannus † (1157-1162 falleció)
- Stefan, O.Cist. † (1162-18 de agosto de 1185 falleció)
- Johannes Runby † (5 de noviembre de 1185-12 de julio de 1187 falleció)
- Petrus † (1188-18 de septiembre de 1197 falleció)
- Olof Lambatunga † (1197-11 de noviembre de 1200 falleció)
- Valerius † (25 de octubre de 1207-6 de abril de 1219 falleció)
- Olov Basatömer † (29 de enero de 1224-19 de marzo de 1234 falleció)
- Jarler, O.P. † (17 de diciembre de 1235-1256 renunció)
- Laurentius, O.F.M. † (1257-3 de marzo de 1267 falleció)
  - Sacherus † (24 de septiembre de 1267-? renunció) (obispo electo)
- Folke Johansson Ängel † (17 de agosto de 1274-5 de marzo de 1277 falleció)
- Jakob Israelsson † (5 de abril de 1278-octubre de 1281 falleció)
  - Johan Odulfsson, O.P. † (29 de diciembre de 1281-1284 renunció) (obispo electo)
- Magnus Bosson † (18 de mayo de 1285-4 de febrero de 1305 falleció)
- Johan, O.P. † (8 de julio de 1290-8 de septiembre de 1291 falleció)
- Nils Allesson † (17 de agosto de 1295-4 de febrero de 1305 falleció)
- Nils Kettilsson † (22 de abril de 1308-30 de mayo de 1314 falleció)
- Olaus Beronis † (9 de septiembre de 1314-13 de marzo de 1332 falleció)
- Petrus Filipsson, O.P. † (3 de octubre de 1332-agosto de 1341 falleció)
- Heming Nilsson † (15 de noviembre de 1342-15 de mayo de 1351 falleció)
- Petrus Torkilsson † (17 de noviembre de 1351-18 de octubre de 1366 falleció)
- Birger Gregersson † (23 de julio de 1367-10 de marzo de 1383 falleció)
- Henrik Karlsson † (10 de junio de 1384-20 de marzo de 1408 falleció)
- Jöns Gerekesson † (28 de julio de 1410-2 de marzo de 1421 depuesto)
- Johan Håkansson † (23 de marzo de 1422-9 de febrero de 1432 falleció)
- Olav Larsson † (7 de mayo de 1432-25 de junio de 1438 falleció)
- Nils Ragvaldsson † (1438-17 de febrero de 1448 falleció)
- Jöns Bengtsson † (28 de febrero de 1449-15 de diciembre de 1467 falleció)
- Jakob Ulvsson † (18 de diciembre de 1469-1515 renunció)
- Gustav Trolle † (25 de mayo de 1515-11 de junio de 1535 falleció)
- Johannes Magnus † (6 de junio de 1533-22 de marzo de 1544 falleció)
- Olaus Magnus † (4 de junio de 1544-1 de agosto de 1557 falleció)